# Nemt (sang)
"Nemt" er femte single fra den danske sanger Gulddreng. Sangen handler om hvor nemt det er at være kendt.[kilde mangler] Første forsmag på sangen kom netop da han modtog publikumsprisen ved DMA 2016, efter at have krammet overrækkeren, en superfan, hvorefter han sang en lille del af den, hvor "verden" blev skiftet ud med "Danmark".[kilde mangler]

## Hitlister
| \| Hitliste (2016) \| Højeste placering \| \| ------------------------- \| ----------------- \| \| Danmark (Track Top-40)[1] \| 1 \| |                   |
| Hitliste (2016) | Højeste placering |
| Danmark (Track Top-40) | 1                 |